# Нечуйвітер могутній
Нечуйвітер могутній (Hieracium robustum) — вид рослин з родини айстрових (Asteraceae), поширений у Європі й помірній Азії.

## Опис
Багаторічна рослина висотою 70–150 см. Стебло товсте, міцне, нерідко з жорсткими волосками. Листки злегка блакитно-зелені, знизу з неясним сітчастим жилкуванням. Стеблові листки численні, сизі, яйцеподібні або ланцетні. Квітконоси іноді розсіяно зірчасто запушені. Загальне суцвіття зонтикоподібне або зонтикоподібно-волотисте, з 4–50 кошиками. Кореневища товсті. Квіточки жовті. Сімянки чорно-коричневі, циліндричні, ≈ 3 мм, з 10 ребрами. Папус блідо-жовтий, ≈ 6 мм. 2n = 27, 36.

## Поширення
Поширений у Євразії від Сербії до Сибіру й північно-західного Китаю.
В Україні вид зростає на степах, кам'янистих схилах і відслоненнях різних порід — у Закарпатті, рідко (у верхньогірському поясі: полонина Рівна, Апшинецька улоговина), в Лісостепу і Степу.